# Diala
Diala là một chi ốc biển, là động vật thân mềm chân bụng sống ở biển trong họ Dialidae.

## Các loài
Các loài trong chi Diala gồm có:
- Diala albugo (Watson, 1886)
- Diala lirulata Thiele, 1930
- Diala megapicalis Ponder & de Keyzer, 1992
- Diala semistriata Philippi[4]
- Diala sulcifera (A. Adams, 1862)
- Diala suturalis (A. Adams, 1863)

Các loài được đưa vào đồng nghĩa
- Diala flammea (Pease, 1868): đồng nghĩa của Diala sulcifera (A. Adams, 1862)
- Diala lauta (Adams)[5]: đồng nghĩa của Diala suturalis (A. Adams, 1863)
- Diala varia Adams A., 1861[6]: đồng nghĩa của Diala semistriata (Philippi, 1849)